# ملاقات‌هایی در انتهای جهان
ملاقات‌هایی در انتهای جهان (انگلیسی: Encounters at the End of the World) فیلمی در ژانر مستند به کارگردانی ورنر هرتسوک است که در سال ۲۰۰۷ منتشر شد. از بازیگران آن می‌توان به ورنر هرتسوک اشاره کرد.